# Гусево (Калининградская область)
Гусево (нем. Groß Gnie) — посёлок в Правдинском районе Калининградской области. Входит в Мозырьское сельское поселение.

## География
Посёлок Гусево расположен на реке под названием Путиловка (бассейна Преголи), в 25 км по прямой к востоку от районного центра, города Правдинска.

## История
Поселение относится к исторической области Восточной Пруссии именем Бартия. Впервые Гниэ упоминается в документах в 1567 году.
В 1627 году поселение разделилось на Гросс Гни и Кляйн Гни (Большой и Малый Гни).
По итогам Второй Мировой войны передан в состав СССР вкупе с северной частью Восточной Пруссии.
В 1947 году Гросс Гни переименован в посёлок Гусево.

## Интересные факты
В посёлке сохранились немецкие сельскохозяйственные постройки.

## Население
| 2002 | 2010 |
| ---- | ---- |
| 266  | ↘249 |